# Banque du Caire
La Banque du Caire (BdC) es un banco comercial que tiene su sede social en El Cairo, fundado en 1952.

## Historia
En 1952, varias familias adineradas, entre las principales la dinastía judía egipcia Cattaui y la acaudalada familia de banqueros judíos Sassoon de Alepo, crearon la Banque du Caire (BC) como banco privado.
En 1957, la BdC asume las operaciones egipcias de Crédit Lyonnais y de Comptoir National d'Escompte de Paris (CNEP), que más tarde se convertirá en BNP Paribas, tras la nacionalización por parte del gobierno egipcio de todos los bancos franceses e ingleses (y después de todos los bancos extranjeros) como consecuencia de la crisis del canal de Suez. El banco consideró entonces esta decisión como una etapa importante de su crecimiento.
En 1961, el gobierno egipcio nacionaliza la BdC.
En 1963, el gobierno sirio nacionaliza las sucurales de la BdC en su país, y las integra en la Banque de l’Unité Arabe.
En septiembre de 2024, el gobierno anunció su intención de vender su participación en 32 sociedades, entre ellas Banque du Caire, Arab African International Bank y el Banco de Alexandria mediante la bolsa de Egipto.